# Kalghatgi
Kalghatgi è una suddivisione dell'India, classificata come town panchayat, di 14.676 abitanti, situata nel distretto di Dharwad, nello stato federato del Karnataka. In base al numero di abitanti la città rientra nella classe IV (da 10.000 a 19.999 persone).

## Geografia fisica
La città è situata a 15° 10' 60 N e 74° 58' 0 E e ha un'altitudine di 535 m s.l.m..

## Società

### Evoluzione demografica
Al censimento del 2001 la popolazione di Kalghatgi assommava a 14.676 persone, delle quali 7.482 maschi e 7.194 femmine. I bambini di età inferiore o uguale ai sei anni assommavano a 2.258, dei quali 1.134 maschi e 1.124 femmine. Infine, coloro che erano in grado di saper almeno leggere e scrivere erano 9.120, dei quali 5.142 maschi e 3.978 femmine.